# Cynodontidae
Cynodontidae (bộ Characiformes) là một họ cá vây tia nước ngọt được tìm thấy tại vùng nhiệt đới Tân thế giới. Nhóm này không phải là rất đa dạng, bao gồm chỉ có năm chi và 14 loài. Hầu hết những gì được biết về họ này là từ các thành viên của phân họ Cynodontinae, trong đó bao gồm các loài lớn nhất trong họ này, lên đến 117 cm (46 in). Hiểu biết về các thành viên của phân họ Roestinae ít được biết đến, mặc dù chúng đạt tới chiều dài 20 cm (7,9 in).

## Đặc tính vật lý
Cynodontidae có hình dạng rất đặc biệt, và tên của chúng xuất phát từ răng nanh kéo dài mà họ chủ yếu sử dụng để ăn các loài cá khác. Vây ngực của chúng cũng mở rộng. Chiều dài tối đa đạt là 117 cm (46 in).